# Объединённая оперативная группа (Север)

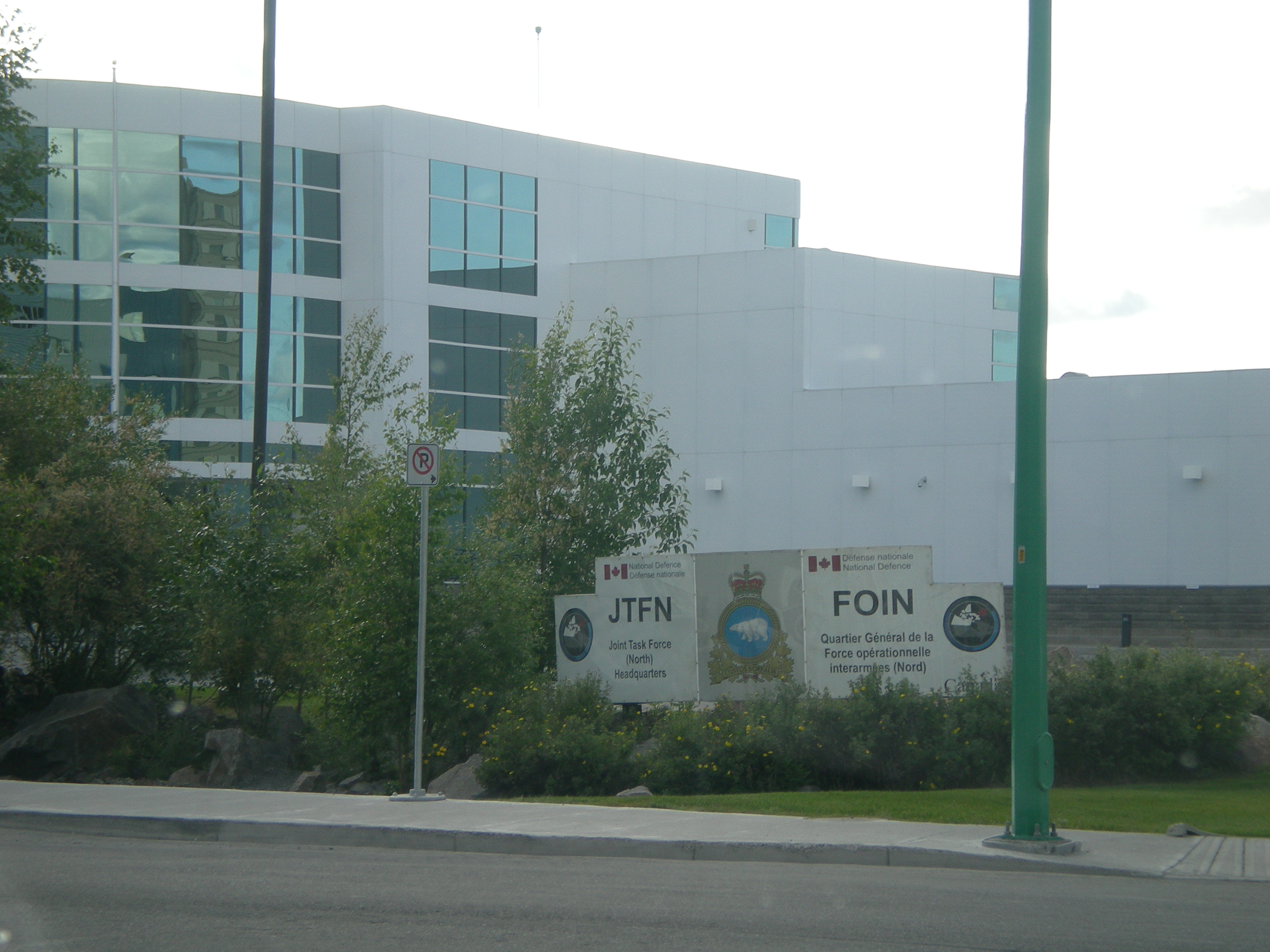
Штаб-квартира Объединённой оперативной группы (Север) (ШК СОКВС Йеллоунайф)

Объединённая операти́вная гру́ппа (Се́вер) (англ. Joint Task Force (North), фр. Force opérationnelle interarmées du nord) отвечает за все операции и управление Канадских вооружённых сил в Северной Канаде, а именно в Юконе, Северо-Западных территориях, Нунавуте и в водах Северного Ледовитого океана (в составе Канады и включая Гудзонов залив). Штаб-квартира ООГ(С) находится в Йеллоунайфе (Северо-Западные территории) и подчиняется Командованию Канады.
Хотя последние канадские военные действия на Севере имели место во времена Юконской действующей армии и Клондайкской золотой лихорадки 1890-х гг., современный период его истории начался с образования Северного округа Канадских вооружённых сил в 1970 г. Девиз СОКВС — Custos Borealis (с лат. — «Страж Севера»).
В 2006 г. Северный округ Канадских вооружённых сил был упразднён и заменён Объединённой оперативной группой (Север) нового Командования Канады под руководством вице-адмирала Д. И. Форсье. ООГ(С) руководил полковник Норм Кутюрье, которого сменила бригадный генерал Кристин Уайткросс. СОКВС и современная ООГ(С) провели значительное число операций, в том числе последние операции «Лабрадор» и «Ураган».